# عیسو

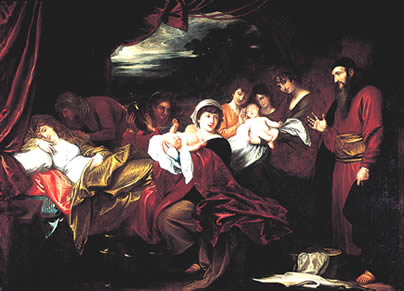
عیسو و یعقوب در نزد اسحاق اثر بنیامین وست از قرن هجدهم واقع در دانشگاه باب جونز در کارولینای جنوبی

عیسو (عبری: עֵשָׂו، به معنی «مودار») یا عیص، پسر بزرگ اسحاق و ربکا و برادر یعقوب است. او نخست‌زادگی خود را به آش سرخ فروخت و از آنجا به ادوم (عبری: אֱדוֹם، به معنی سرخ) معروف گردید. او به شکار اسب و غزال بسیار علاقه‌مند بود. بر طبق ادعای تورات: هنگامی که برای شکار رفت تا برگشته غذایی برای پدرش بپزد تا پدرش اسحاق او را برکت دهد، یعقوب آمده و به فریب از اسحاق برکت گرفت.
فرزندان عیسو در کوه سعیر زندگی می‌کردند و جامه سرخ بر تن می‌کردند.
عیسو دو همسر حتی و کنعانی به نام‌های عاداه و باسماس گرفت. باسماس برای عیسو چهار پسر به نام‌های نحاس، زارح، شماه و مزاه به دنیا اورد و عاداه برای عیسو دو پسر به نام‌های الیفز و تامان آورد.